# بابلو إيبانيز
بابلو إيبانيز تيبار (بالإسبانية: Pablo Ibáñez)‏، من مواليد 3 أغسطس 1981 في مادريغويراس في إسبانيا، لاعب كرة قدم إسباني.
بدأ مسيرته الكروية مع نادي الباسيتي في عام 2002، ولعب معهم حتى عام 2004، وشارك معهم في 75 مباراة وسجل هدفين، ومنذ عام 2004 وهو يلعب مع نادي أتلتيكو مدريد.
و هو يلعب مع منتخب إسبانيا لكرة القدم.

## روابط خارجية
- بابلو إيبانيز على موقع الاتحاد الدولي (مؤرشف)  (الإنجليزية)
- بابلو إيبانيز على موقع قاعدة بيانات كرة القدم.إي يو (الإنجليزية)
- بابلو إيبانيز على موقع ناشيونال فوتبول تيمز (الإنجليزية)
- بابلو إيبانيز على موقع Soccerbase.com (لاعب) (الإنجليزية)
- بابلو إيبانيز على موقع Soccerway.com (الإنجليزية)
- بابلو إيبانيز على موقع عالم كرة القدم.نت (الإنجليزية)
- بابلو إيبانيز على موقع كووورة